# Кутьковка
Кутько́вка (укр. Кутьківка) — село,
Кутьковский сельский совет,
Двуречанский район,
Харьковская область, Украина.
Код КОАТУУ — 6321882501. Население по переписи 2001 года составляет 678 (300/378 м/ж) человек.
Является административным центром Кутьковского сельского совета, в который, кроме того, входят сёла
Довгенькое,
Касьяновка,
Лозовая Вторая и
Лозовая Первая.

## Географическое положение
Село Кутьковка находится на реке Нижняя Двуречная, выше по течению на расстоянии в 2 км расположено село Касьяновка, ниже по течению в 4,5 км — пгт Двуречная, на расстоянии в 2 км расположены сёла Довгенькое, Лозовая Вторая, Плескачовка.
К селу примыкает лесной массив (сосна).

## История
- 1822 — дата первого упоминания[1].

## Экономика
- В селе есть молочно-товарная и птице-товарная фермы.
- «Рассвет», ООО.
- «Эталон-Агро», ООО.

## Объекты социальной сферы
- Кутьковский детский сад.
- Школа.
- Клуб.

## Достопримечательности
- Братская могила советских воинов. Похоронены 22 воина.